# Bannaja
De Bannaja (Russisch: Банная), vroeger Baanjoe (Бааню) genoemd, is een rivier in het zuidelijk deel van het Russische schiereiland Kamtsjatka. De rivier ontstaat in het Chalzangebergte (aan noordzijde) en het Balagantsjikgebergte (aan zuidzijde) en stroomt door het district Oest-Bolsjeretski over ongeveer 60 kilometer naar het westen, waar de rivier instroomt in de uit noordwestelijke richting komende Plotnikova, iets ten oosten van het plaatsje Apatsja. De Plotnikova stroomt ongeveer 40 kilometer verderop in de Bystraja, die iets verderop uitmondt in de Zee van Ochotsk. Bij de Bannaja bevinden zich heetwaterbronnen.